# أنظمة أفلاطون الخمس
أنظمة أفلاطون الخمس هي نوع التصنيف الذي يقترحه أفلاطون في رسالته عن الجمهورية، ويقسم الحكومات المحتملة إلى خمس فئات. يضع أفلاطون أيضًا شخصًا خاصًا في قيمة كل من هذه الحكومات ويتعامل مع أوجه التشابه بين الحكومة وما في حكمها. وتجدر الإشارة إلى أنه كلما تقدمت هذه القائمة، زادت المسافة عن الحكومة المثالية.

## يتم تشكيل الحكومات وتعظيمها على التوالي

### الأرستقراطية
إن حکومة مثالية افلاطونية في فئة الحكومات الأرستقراطية هو المعادل البشري لحكم الملك الفيلسوف الذي يجب أن يشارك في شؤون المجتمع.

### تيموقراطية
بحيث لا يتم مراعاة مبادئ الولادة الصحيحة في مدینة فاضلة أفلاطونية؛ بين الطبقة الحاكمة، يتم إنتاج أطفال من العرق الأدنى، وهم بدورهم ينخرطون في صراع مع العرق الذهبي والنبيل ويجبرون الناس تجاههم. ونتيجة لذلك، تُعطى الأصالة لـ «الكبرياء» والقوة، ويتم تشكيل حكومة تيموقراطية. الرجل الديموقراطي شرس وعنيف، لكنه في الوقت نفسه لا يخلو من كل الفضائل.

### الاريغارشية
يمكن للحكومة التيموقراطية أن تعمل بشكل جيد في زمن الحرب ولكن ليس في وقت السلم. في زمن السلم، يتحرك الحكام نحو تكديس الثروة، وتغيير القانون بطرق مختلفة لصالح الأغنياء، مما يمهد الطريق لتأسيس حكومة الأقلية. هذه الحكومة غير قادرة على الدفاع عن البلاد خلال الحرب. كما أنها تغذي الصراعات الطبقية. والمكافئ البشري لهذه الحكومة هو الذي يجمع المال تقليدًا للأب.

### الديمقراطية
الانقسامات الطبقية وما يترتب على ذلك من زيادة في الربا وزيادة مديونية الناس العاديين من جهة وضعف الطبقات الثرية بسبب كثرة البركات من جهة أخرى سيؤدي في النهاية إلى ثورة منتصرة من قبل الجماهير الدنيا وخلق المساواة والحرية. إنهم يفعلون. في هذه الحكومة، يتم إنشاء الأفكار الملونة في المجتمع وتنتشر بحرية. كما تسمح الجماهير غير المطلعة لأنفسها بالمشاركة في قضايا الحكم. ما يعادل هذه القاعدة يتغلب على الرغبات غير الضرورية على الاحتياجات الأساسية ويسعى وراء المتعة.

### الديكتاتورية
ومع ذلك، فإن أفلاطون يضع الطغيان بعد الديمقراطية. بهذه الطريقة، في حكومة ديمقراطية، يتم إنشاء ثلاث مجموعات من الناس. تتمتع المجموعات بالكثير من القوة فقط، ومثل «لسعات النحل»، لديهم انضباط، ولكن بسبب الافتقار إلى التدريب الروحي، فإنهم ينجذبون إلى الثروة. الفئة الثالثة هي كتلة الناس الذين ليس لديهم أي من فضائل المجموعتين الأوليين. ونتيجة لذلك، فإن المجموعة الأولى، بالانضمام إلى الجماهير، تقدم نفسها على أنها المنقذ والقائد للأمة، وبقوة الثروة، المجموعة الثانية، ثم تستولي على كل السلطة، ثم تنأى بنفسها عن الجماهير يومًا بعد يوم.

## دور تجربة أفلاطون الشخصية في تحليله
جادل بعض المعلقين المعاصرين بأن عداء أفلاطون الشرس للديمقراطية ينبع من تجاربه الشخصية، وخاصة إعدام سقراط، وهو متجذر في الروابط الأسرية لأفلاطون مع الطبقة الأرستقراطية، مثل العديد من أقارب أفلاطون، بما في ذلك كريتون. (وربما خارميدس) كانوا من بين الثلاثين من الطغاة الذين حكموا أثينا لفترة من الوقت تحت فرض سبارتا. في المجتمع المفتوح وأعدائه، يحلل كارل بوبر تأثير أفكار هيراقليطس على التدفق والتحول المستمر للعالم، بالإضافة إلى أفكار هسيود المتشائمة حول الدورة الدورية، على وجهة نظر أفلاطون العامة ونظرته السياسية بشكل خاص، مما يؤدي إلى تقسيم السلطات هذا.

## هامش
1. ↑  افلاطون; ترجمة محمد حسن لطفي / رضا كافياني. فترة أعمال أفلاطون (الجمهورية_الكتاب الثامن) (بالفارسية). شركة خرازمي للنشر.{{استشهاد بكتاب}}:  صيانة الاستشهاد: لغة غير مدعومة (link)
2. ↑  مصطفى مالكيان, مصطفي. تاريخ الفلسفة الغربية ، المجلد الأول ، ص 180-182 (بالفارسية). معهد البحوث الجامعية والمعاهد.{{استشهاد بكتاب}}:  صيانة الاستشهاد: لغة غير مدعومة (link)
3. ↑  كارل ريمون بوبر؛ ترجمة عزة الله فولادفاند. المجتمع المفتوح وأعدائه ، الجزء الأول: سحر أفلاطون (ردمك 3-01-248796-4). شرکة خوارزمي للنشر.